# Rafaela Ortega y Gasset
Rafaela Ortega y Gasset (Madrid, 12 de octubre de 1884 - 12 de noviembre de 1940) fue una filántropa y humanista española. 

## Biografía
Era hija de Dolores Gasset Chinchilla, marbellí, hija del director del periódico El Imparcial, y de José Ortega Munilla, escritor y periodista creador de varias revistas literarias, que llegó también a dirigir El Imparcial. Tuvo como hermanos a Eduardo (nacido en 1882), a José (en 1883, filósofo y ensayista) y Manuel (1885). Su ambiente fue de clase alta. Su familia formaba parte de la élite intelectual del país, por lo que ella adquirió una regular cultura sin poseer título universitario, como sucedía con las mujeres de la época.

## Trayectoria
Se involucró y participó activamente en la creación y el desarrollo de las dos instituciones de principios del siglo XX que fomentaron la educación de la mujer: la Institución Teresiana del Padre Poveda y la Residencia de Señoritas de la Institución Libre de Enseñanza (ILE), dirigida por María de Maeztu. La doble colaboración en las dos instituciones no era extraña: también Rosario Menéndez Pidal, hermana del filólogo Ramón Menéndez Pidal, colaboró en ambas. Los objetivos de ambas Residencias (la Teresiana y la dirigida por Maeztu) eran muy similares, si bien entre sus diferencias estaba el ámbito católico de una y laico de la otra, a pesar de que Maeztu fue considerada una persona muy religiosa.

### En la institución Teresiana.
Colaboró activamente con la Residencia de la Institución Teresiana, creada en Madrid en el mes de marzo de 1914 por el Padre Poveda. Esta institución, que en sus comienzos interesó a los seguidores de Giner de los Ríos, se creó para preparar el acceso de las mujeres a la educación superior, en una trayectoria similar a la que posteriormente desarrolló la ILE. En un principio trabajaba con maestras (la Escuela Superior del Magisterio se acababa de crear en Madrid en 1909), pero su objetivo era la educación superior de la mujer en todos los campos de la cultura y de la ciencia, moviéndose en el ámbito del catolicismo social. La familia Ortega Munilla también colaboró con esta Institución, prestó su propia biblioteca a las alumnas de la Residencia, y mantuvo buena amistad con sus alumnas, profesoras y con el propio Padre Poveda.

### En la Residencia de Señoritas de la ILE
Un año después  de la institución Teresiana se creó la Residencia de Señoritas de la ILE, dirigida por María de Maeztu. Rafaela Ortega, que mantenía con Maeztu una fuerte amistad, como toda su familia, (José Ortega y Gasset fue su mentor), fue también muy activa en esta institución.  

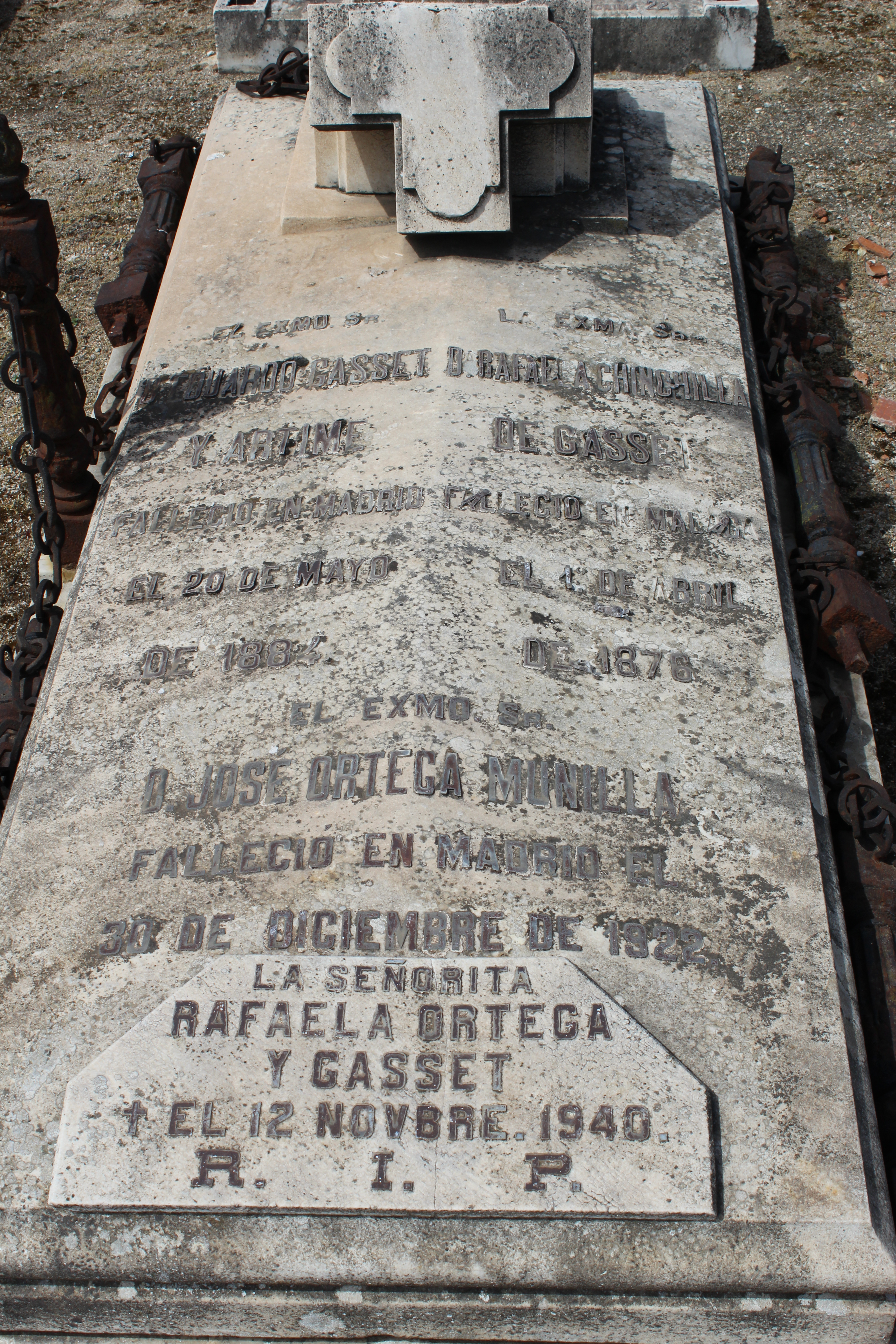
Lápida de Rafaela Ortega y Gasset en la tumba familiar.

Rafaela Ortega colaboró en la creación del programa interno de funcionamiento de la Residencia de Señoritas, redactado por María de Maeztu en colaboración con Eulalia Lapresta. Ortega fue también una eficaz promotora en la creación del "Grupo de señoritas", y actuó como Directora interina en algunas ocasiones. El epistolario existente da muestras de la colaboración diaria entre Ortega y Maeztu, y la confianza que ésta ponía en aquella para resolver conflictos. La relación ejecutiva fue estrecha, y el "libro azul" (una agenda de comunicación entre la dirección y el personal de la Residencia) da muestras de la complejidad que iba alcanzando la gestión de la Residencia, y la mezcla de asuntos que trataban a diario, entre lo pedagógico y la gestión doméstica.
Cuando Maeztu se interesó en la creación de un Instituto-Escuela que ampliara internacionalmente los objetivos pedagógicos, especialmente hacia Estados Unidos, y estableciera una relación de intercambio de alumnas y procedimientos, formó una junta de siete miembros (seis mujeres). En esta junta la representación española recayó en Rafaela Ortega juntamente con María Goyri y José Castillejo (Secretario de la Junta para Ampliación de Estudios, JAE) siendo los otros miembros los del equipo estadounidense del Instituto Internacional: Sarah Huntington, Anna Thompson y Susan Hamilton.
La Residencia de Señoritas influyó fuertemente en la sociedad de su época, ya que vinculó a mujeres intelectuales, filósofas, políticas, abogadas y escritoras que propiciaron la participación de la mujer en el mundo social, económico, intelectual y político, entre ellas Victoria Kent, Zenobia Camprubí, Rosa Chacel, Margarita Sirga, María Zambrano, María Pilar Oñate, y María Lejárraga. Constan las cartas “Notables”, una documentación que custodia las cartas y escritos que muestran las relaciones de la Institución con las élites de la intelectualidad, la política, la burguesía y el comercio de clases medias y altas, y cierta aristocracia.

### Otras actividades filantrópicas
El compromiso social de Ortega le llevó a crear en 1918, con Camprubí y con Maeztu, una institución filantrópica de ayuda directa a niños de familias obreras a la que se dio el nombre de "La enfermera a domicilio".  Finalizada su colaboración con la Residencia de Señoritas en los años 30 (había colaborado desde su fundación en 1915, entonces en la calle Fortuny), Ortega se dedicó completamente al apostolado católico, siguiendo su vocación religiosa, según relató su sobrina Soledad Ortega.